# Émile Deplanche
Émile François Deplanche (* 22. Juni 1824 in Argentan, Département Orne; † 31. März 1875 ebenda) war ein französischer Marinearzt, Entomologe und Botaniker. Sein Forschungsschwerpunkt war die Flora Neukaledoniens. Sein offizielles botanisches Autorenkürzel lautet „Deplanche“.

## Leben
Deplanche war der Sohn von François Deplanche und Delphine Françoise Leblanc. Er studierte Medizin und Zoologie an der Universität Caen. 1854 diente er als Militärchirurg während des Krimkrieges, bevor er im August desselben Jahres als Arzt an Bord der Rapide nach Cayenne reiste. Er erforschte Französisch-Guayana und trug viel botanisches Material in dieser Region zusammen. 1855 brach eine Gelbfieber-Epidemie in der Kolonie aus, die auch die Mannschaft der Rapide traf. Deplanche blieb jedoch von der Krankheit verschont und kehrte nach Frankreich zurück. Er ließ sich in Cherbourg nieder und brachte eine große Vogelsammlung aus Cayenne mit. Seine Pflanzensammlung wurde jedoch während der Überfahrt beschädigt.
Nach einer mehrmonatigen Pause segelte Deplanche nach Tahiti, wo er Vögel und Muscheln sammelte und Forschungsmitglieder der österreichischen Fregatte Novara begleitete. In Anerkennung für seine Unterstützung wurde er zum korrespondierenden Mitglied der Kaiserlichen Akademie der Wissenschaften in Wien ernannt.
1858 fuhr Deplanche nach Neukaledonien, wo er viele naturgeschichtliche Sammlungen zusammentrug, während er den Gouverneur zur Hauptstadt Nouméa begleitete. An Bord der Hydrographe reiste er in die kaum erforschte Region der Baie Saint Vincent und zum Mont Dore. Gemeinsam mit dem Botaniker Eugène Vieillard sammelte er Pflanzen, Vögel, Insekten, Weichtiere, Krustentiere, Fische, Mineralien und menschliche Schädel.
Im Oktober 1859 verließ Deplanche Neukaledonien mit seinen Sammlungen. Vogelbälge aus dieser Sammlung wurden später in Frankreich von Jules Verreaux und Marc Athanase Parfait Œillet Des Murs studiert. 1861 segelten Deplanche und Vieillard an Bord der Isis über das Kap der Guten Hoffnung, Réunion und Sydney erneut nach Neukaledonien. In Nouméa trennten sich ihre Wege. Vieillard reiste nach Wagap auf Neukaledonien, Deplanche nach Lifou in den Loyalitätsinseln, wo er sich über ein Jahr lang aufhielt, um die Naturgeschichte der Insel zu studieren. Anschließend begab er sich an Bord der Fine auf eine hydrographische Mission in den Pazifik. 1863 veröffentlichte er gemeinsam mit seinem Freund Eugène Vieillard das Werk Essai sur la Nouvelle-Caledonie über Neukaledonien.
Nachdem Deplanche einen Angriff von Einheimischen auf die Garnison der vor der Küste Neukaledoniens gelegenen Île de Gatope überlebt hatte, wurde er im August 1865 mit dem Chevalier de la Légion d’Honneur, dem Verdienstorden der Ehrenlegion, ausgezeichnet. Krankheitsbedingt kehrte Deplanche im März 1867 nach Frankreich zurück. In den letzten Jahren seines Lebens wohnte er in seiner Heimatstadt Argentan, wo er 1870 einen Artikel mit dem Titel Éthnologie Calédonienne über die Menschen Kaledoniens veröffentlichte. Nach seinem Tod wurden seine Bibliothek, seine Manuskripte und Medaillen der Stadt Argentan vermacht.

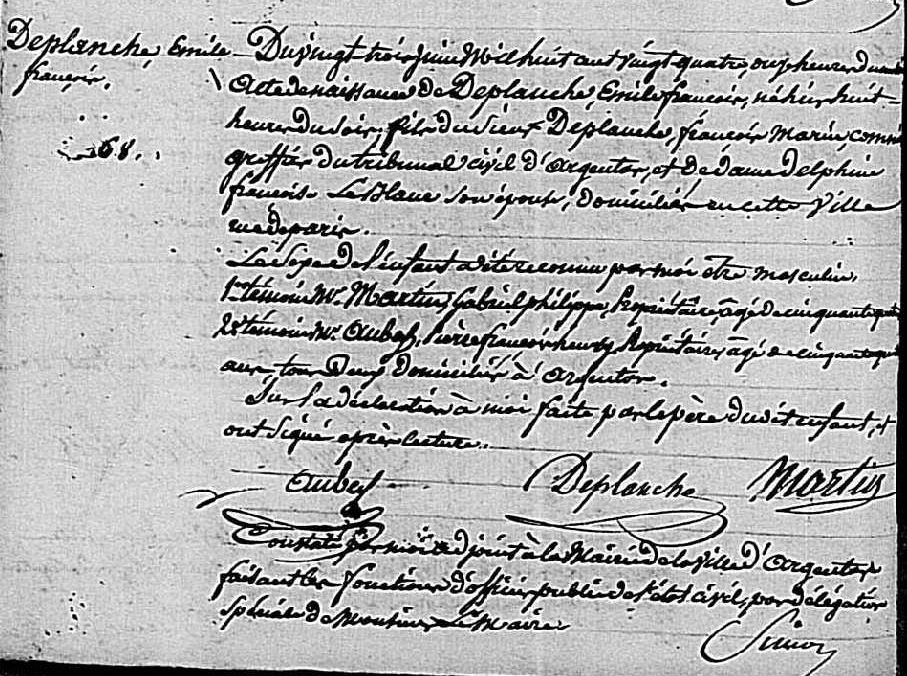
Eintrag der Geburt von Émile François Deplanche in Argentan
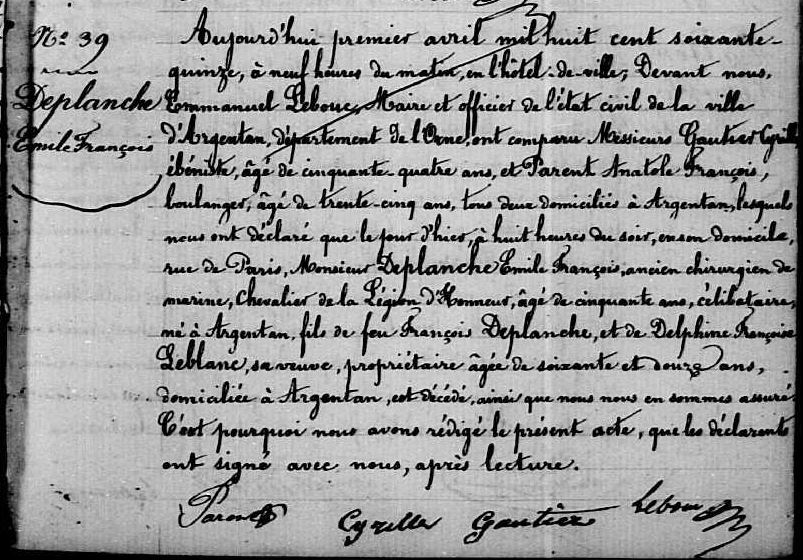
Eintrag des Todes von Émile François Deplanche in Argentan

## Dedikationsnamen
1860 benannten Verraux und Des Murs die neukaledonische Unterart Trichoglossus haematodus deplanchii des Allfarbloris zu Ehren von Deplanche. 1869 beschrieb Arthur René Jean Baptiste Bavay die Skinkart Sigaloseps deplanchei von Neukaledonien. Eugène Vieillard widmete Deplanche die Pflanzengattung Deplanchea. Auch mehrere Pflanzenarten mit dem Epitheton deplanchei, darunter Drypetes deplanchei aus Neukaledonien und Australien, tragen Deplanches Namen.